# Canton d'Olliergues
Le canton d'Olliergues est une ancienne division administrative française située dans le département du Puy-de-Dôme en région Auvergne.

## Géographie
Ce canton est organisé autour d'Olliergues dans l'arrondissement d'Ambert. Son altitude varie de 382 m (Olliergues) à 1 542 m (Saint-Pierre-la-Bourlhonne) pour une altitude moyenne de 629 m.

## Histoire
- De 1833 à 1848, les cantons de Cunlhat et d'Olliergues avaient le même conseiller général[1]. Le nombre de conseillers généraux était limité à 30 par département[2].
- Le canton a été supprimé en mars 2015 à la suite du redécoupage des cantons du Puy-de-Dôme, appliqué le 25 février 2014 par décret. Les 6 communes intègrent le canton des Monts du Livradois[3].

## Représentation

### Conseillers généraux de 1833 à 2015
| Période | Période      | Identité                                 | Étiquette          | Qualité |
| ------- | ------------ | ---------------------------------------- | ------------------ | --- |
| 1833    | 1841 (décès) | Antoine Amable Ignace Mory               |                    | Négociant Maire de Cunlhat |
| 1841    | 1848         | Pierre-Etienne de La Brosse (1776-1850)  |                    | Juge de paix à Olliergues, conseiller d'arrondissement                                                                                       |
| 1848    | 1852         | Alexis Faugière                          |                    | Percepteur et juge de paix à Olliergues |
| 1852    | 1871         | Louis de Labrosse                        |                    | Juge au Tribunal civil de Riom |
| 1871    | 1883         | Claude Duranton-Lachassaigne (1820-1903) | Républicain        | Notaire, maire de Marat |
| 1883    | 1889         | Robert de Nervo (1842-1909)              | Droite             | Industriel, ancien Préfet Administrateur de la Compagnie d'Orléans Propriétaire du château de la Montmarie Conseiller municipal d'Olliergues |
| 1889    | 1913         | Pierre Giraud                            | Rad.               | Maire d'Olliergues (1878-1900) |
| 1913    | 1931         | Joseph Demay                             | SFIO               | Négociant - Maire d'Olliergues, conseiller d'arrondissement                                                                                  |
| 1931    | 1940         | Claudius Penel                           | Rad.               | Médecin à Ambert |
|         |              |                                          |                    | |
| 1945    | 1951         | Jean-Baptiste Bourdelle                  | SFIO               | Receveur-distributeur des PTT Maire du Brugeron                                                                                              |
| 1951    | 1970         | Louis Portebois                          | SFIO               | Commerçant Maire d'Olliergues |
| 1970    | 1988         | Lucien Drouot                            | Rad. puis UDF-Rad. | Professeur Maire d'Olliergues |
| 1988    | 2015         | Yves Fournet-Fayard                      | PS                 | Fonctionnaire, maire de Vertolaye (1983-2020) Suppléant du député Maurice Adevah-Pœuf                                                        |

### Conseillers d'arrondissement (de 1833 à 1940)
| Période                                  | Période          | Identité                                | Étiquette             | Qualité |
| ---------------------------------------- | ---------------- | --------------------------------------- | --------------------- | --- |
| 1833                                     | 1841 (démission) | Pierre Étienne de La Brosse (1776-1850) |                       | Propriétaire à Olliergues                                                                                   |
| 1841                                     | 1845 (décès)     | Pierre Teilhol                          |                       | Maire de Saint-Gervais-sous-Meymont                                                                         |
| 1845                                     | 1848             | Pierre Monteilhet                       |                       | Notaire, maire de Marat                                                                                     |
| 1848                                     | 1871             | François Claude Duranthon-Lachassaigne  |                       | Notaire à Marat                                                                                             |
| 1871                                     | 1878             | Louis Malcurat                          |                       | Propriétaire à Vertolaye                                                                                    |
| 1878                                     | 1883             | Pierre Giraud                           |                       | Médecin, maire d'Olliergues                                                                                 |
| 1883                                     | 1895             | Félix Monteilhet                        |                       | Notaire à Marat, suppléant du juge de paix                                                                  |
| 1895                                     | 1898             | Jean Mathias Chardon                    |                       | Adjoint au maire de Marat                                                                                   |
| 1898                                     | 1904             | Ambroise Annet Félix Monteilhet         |                       | Notaire à Marat                                                                                             |
| 1904                                     | 1910             | Mathias Bretogne                        | Radical               | Maire de Marat                                                                                              |
| 1910                                     | 1913             | Joseph Demay                            | SFIO                  | Négociant - Maire d'Olliergues                                                                              |
| Oct.1913                                 | 1919             | Pierre Ranval                           | Républicain démocrate | Cultivateur, conseiller municipal de Vertolaye                                                              |
| 1919                                     | 1921 (décès)     | Henri Ossedat (1870-1921)               |                       | Négociant, maire de Saint-Gervais-sous-Meymont                                                              |
| 1921                                     | 1940             | Antoine Deffradas                       | SFIO                  | Propriétaire, adjoint au maire de Saint-Pierre-la-Bourlhonne                                                |
| 1940                                     |                  |                                         |                       | Les conseils d'arrondissement ont été suspendus par la loi du 12 octobre 1940 et n'ont jamais été réactivés |
| Les données manquantes sont à compléter. |                  |                                         |                       | |

## Composition
Le canton d'Olliergues groupait 6 communes et comptait 2 788 habitants en 2012 (population municipale).
| Nom                        | Code Insee | Intercommunalité          | Population (dernière pop. légale) |
| -------------------------- | ---------- | ------------------------- | --------------------------------- |
| Olliergues (chef-lieu)     | 63258      | CC Ambert Livradois Forez | 737 (2014)                        |
| Le Brugeron                | 63057      | CC Ambert Livradois Forez | 250 (2014)                        |
| Marat                      | 63207      | CC Ambert Livradois Forez | 837 (2014)                        |
| Saint-Gervais-sous-Meymont | 63355      | CC Ambert Livradois Forez | 250 (2014)                        |
| Saint-Pierre-la-Bourlhonne | 63384      | CC Ambert Livradois Forez | 126 (2014)                        |
| Vertolaye                  | 63454      | CC Ambert Livradois Forez | 547 (2014)                        |

## Démographie
| 1962  | 1968  | 1975  | 1982  | 1990  | 1999  | 2006  | 2011  | 2012  |
| ----- | ----- | ----- | ----- | ----- | ----- | ----- | ----- | ----- |
| 4 685 | 4 457 | 4 121 | 3 706 | 3 358 | 3 030 | 2 936 | 2 808 | 2 788 |